# Kaisborstel
Kaisborstel ist eine Gemeinde im Kreis Steinburg in Schleswig-Holstein.

## Geografie

### Geografische Lage
Kaisborstel liegt etwa 10 km nördlich von Itzehoe im Naturraum Heide-Itzehoer Geest (Haupteinheit Nr. 693). Der Pöschendorfer Graben fließt im Gemeindegebiet.

### Gemeindegliederung
Die Gemeinde ist siedlungsgeografisch als eine Streusiedlung strukturiert.

### Nachbargemeinden
Unmittelbar angrenzende Gemeindegiebt sind:
|         | Hadenfeld                                   | Pöschendorf |
| Mehlbek | Kompassrose, die auf Nachbargemeinden zeigt | Drage       |
|         |                                             | Kaaks       |

## Geschichte
Die Einwohnerzahl betrug im Jahr 1910 83, im Jahr 1939 82 und ist seither leicht rückläufig.

## Politik

### Gemeindevertretung
Bei der Kommunalwahl am 14. Mai 2023 wurden insgesamt sieben Sitze vergeben. Diese fielen erneut alle an die Kommunale Wählergemeinschaft Kaisborstel. Die Wahlbeteiligung betrug 75,0 %.

### Wappen
Blasonierung: „In Grün ein silberner Ochsenkopf, darüber ein goldenes aufrecht stehendes Ahornblatt. Links und rechts davon jeweils ein schmaler silberner Pfahl.“
Die Gemeinde Kaisborstel ist ein kleines Dorf im Naturraum Hohenwestedter Geest, in dem die Landwirtschaft in der Vergangenheit eine besondere Bedeutung hatte. Die Farben Gelb (Gold) und Grün sollen dieses symbolisieren. Die Entwicklung von Kaisborstel wurde stark vom überregionalen Straßenbaumaßnahmen beeinträchtigt: Im Osten durchschneidet die Landesstraße L 127 (ehemals die B 204) und im Westen die Bundesautobahn A23 Heide-Hamburg das Gemeindegebiet. Die beiden silbernen Balken weisen auf diese Beeinträchtigungen des dörflichen Lebens hin. Das Ahornblatt bezieht sich auf ein Naturdenkmal in der Gemeinde, einen Berg-Ahorn. Der Ochsenkopf erinnert an die einstige Bedeutung der Landwirtschaft und bezieht sich zugleich auf den durch die Gemeinde führenden historischen Ochsenweg.

## Verkehr
Die Trasse der Bundesautobahn 23 führt zwischen den Anschlussstellen Schenefeld (Nr. 7) und Itzehoe-Nord (Nr. 8) mitten durch die Gemarkung.

## Persönlichkeiten
Der Schriftsteller Günter Kunert (1929–2019) hatte seinen Wohnsitz in Kaisborstel.